# Мария. Спасти Москву
«Мария. Спасти Москву» — российский художественный фильм 2021 года режиссёра Веры Сторожевой с Марией Луговой, Артуром Смольяниновым, Сергеем Пускепалисом и Ильёй Малаковым в главных ролях. Его сюжет основан на легендах о встрече Иосифа Сталина с Матроной Московской во время битвы за Москву и об облёте города с чудотворной иконой. Фильм получил главным образом негативные отзывы критиков из-за сценария.

## Сюжет
Действие фильма происходит в 1941 году. В Москве, которой угрожает немецкая армия, появляется ясновидящая, старица Матрона. Слава о ней быстро распространяется по городу, к старице идут посетители в надежде узнать о судьбе своих близких. Посещает её и Сталин. Матрона предсказывает победу в войне и даёт совет, как спасти Москву от врага: нужно разрешить молебны в церквях и пронести вокруг столицы чудотворную Тихвинскую икону Божией Матери.
Эта икона находится на оккупированной территории, и младший лейтенант НКВД Мария Петрова, убеждённая атеистка, получает приказ доставить её в Москву. Диверсионная группа пробирается в немецкий тыл, похищает икону из храма и берёт в заложники местного священника отца Владимира. В бою почти все диверсанты погибают, остаётся только Мария. Она продолжает путь к своим, причём отец Владимир её сопровождает: он не может оставить икону, к тому же Мария оказалась дочерью его предшественника, расстрелянного отца Александра. Позже выясняется, что отец Владимир тоже сотрудник НКВД.
На подступах к Москве героев арестовывают бойцы Красной армии. Их командир верит немецкой листовке, в которой Марию и отца Владимира обвиняют в убийстве, и приказывает их расстрелять. Внезапное нападение немцев мешает расстрелу. Отец Владимир погибает, Мария возвращается в столицу. Икону грузят в самолёт, который облетает вокруг Москвы.

## В ролях
- Мария Луговая — Мария Петрова, младший лейтенант НКВД
- Артур Смольянинов — отец Владимир (Владимир Сергеевич Строганов), приходской священник
- Сергей Пускепалис — комиссар
- Илья Малаков — сержант
- Валерий Горин — Сталин
- Вадим Медведев — Берия
- Станислав Селиванов — генерал Власик
- Ольга Лапшина — старица
- Дмитрий Мазуров — Павел Минаев
- Татьяна Яхина — Люба Минаева
- Юрий Потеенко — баянист
- Сергей Колесников — Василий Степанович, деревенский староста

## Создание и оценки
Производством занималась компания «Дженнекс Медиа» под эгидой Министерства культуры Российской Федерации и РВИО. Известно, что общий бюджет проекта составил 180 миллионов рублей, причём «Дженнекс Медиа» попросила у российского Фонда кино 60 млн. Сколько она получила, неизвестно, но позже Фонд отсудил у компании проценты на эту сумму. Съёмки проходили в Москве и Ростове Великом, сыгравшем роль Тихвина, и закончились в феврале 2021 года. Премьера состоялась 12 декабря того же года на кинофестивале «Сталкер», а 27 января 2022 года картина вышла в театральный прокат. Это событие было приурочено к 80-летию битвы за Москву.
«Мария» получила главным образом отрицательные отзывы в прессе. Рецензент «Литературной газеты» Александр Кондрашов увидел в фильме много «точных деталей», высоко оценил выбор актрисы на заглавную роль, но при этом обратил внимание на ряд исторических несоответствий, а историю о визите Сталина к Матроне назвал «пропагандистской фальшивкой». Неубедительной показалась критику и «военно-приключенческая» сюжетная линия. Игорь Карев («Аргументы и факты») охарактеризовал фильм как «рождественскую сказку», составленную из набора киноштампов и полностью игнорирующую исторические реалии. Сергей Митрошин («Новые Известия») в своей рецензии встал на защиту «мистического или даже сказочного взгляда на те или иные исторические события», но при этом заявил, что показанные в фильме «чудеса» могут быть скорее играми Антихриста, а не Бога. По его словам, сюжет картины — «какой-то пир жестокости, глупости и насилия». Рецензент «Киноафиши» отозвался о фильме резко отрицательно, написав: «верить в такое кино совсем не хочется».
Видеоблогер BadComedian опубликовал обзор под названием «В бой идут одни экстрасенсы», в котором высмеял стремление авторов фильма трактовать исторические события в мистическом и эзотерическом духе. Этот обзор имел большой резонанс, в «Новой газете» его оценили как политическое заявление с антивоенным подтекстом. Одна из немногих позитивных рецензий появилась в издании «Вокруг ТВ», автор которого охарактеризовал «Марию» как «сильный, наполненный чистыми эмоциями фильм».